# Sarcophaga spatulifera
Sarcophaga spatulifera är en tvåvingeart som först beskrevs av Chen och Lu 1981.  Sarcophaga spatulifera ingår i släktet Sarcophaga och familjen köttflugor. Inga underarter finns listade i Catalogue of Life.